# Franco Zeffirelli
Gian Franco Corsi Zeffirelli (Florencia, 12 de febrero de 1923-Roma, 15 de junio de 2019), conocido como Franco Zeffirelli, fue un director de cine, diseñador y productor de óperas, teatro, cine y televisión italiano.
Dotado de sensibilidad y talento especiales para la concepción escénica, fue internacionalmente reconocido por dirigir en la gran pantalla clásicos modernos como su versión cinematográfica de 1968 de la obra de teatro Romeo y Julieta, de Shakespeare, por la que fue nominado para el premio Óscar, la controvertida biografía-musical sobre Francisco de Asís Hermano Sol, hermana Luna (1972) y su miniserie para la televisión Jesús de Nazaret (1977), estrenada en cines en algunos países. Con sus películas, obtuvo 14 nominaciones y 19 premios entre los que destacan los Emmy (1985 y 1986), BAFTA (1984), David de Donatello (1969, 1972, 1979, 1991 y 2002) o el del Festival de Cine de San Sebastián (1973).
A los setenta años, hizo pública su homosexualidad, afirmando haber mantenido romances con Luchino Visconti o haber estado enamorado de Maria Callas. Aunque no gustaba de usar el calificativo gay. Fue nombrado miembro del Senado italiano en 1994 formando parte de las listas del partido conservador Forza Italia, liderado por Silvio Berlusconi.

## Biografía
Nació, se formó y creció en Florencia, en un ambiente bilingüe, pues su familia tenía mucho contacto con un grupo de intelectuales británicos que ahí vivían y en quienes se inspiró años más tarde para la realización de su película Té con Mussolini (1999). Durante la Segunda Guerra Mundial peleó como partisano antes de unirse a soldados británicos del primer regimiento escocés de quienes fue intérprete.

[Mi primera relación fue] un campesinote, se llamaba Vieri, y estaba escondido en aquellos bosques. Dormimos en una noche gélida envueltos en una manta dentro de una cueva. Fue una experiencia bonita, porque éramos tan jóvenes. Nos pegamos el uno al otro, mientras el peligro nos rodeaba por todas partes. Alrededor estaban los alemanes, que nos habrían colgado si nos hubieran descubierto.
Franco Zeffirelli (El País, 3 de enero de 2009)

En los años de la posguerra estudió arte y arquitectura en la Universidad de Florencia. Posteriormente trabajó, como asistente de dirección, con algunos de los grandes nombres del cine italiano: Vittorio De Sica, Roberto Rossellini y Luchino Visconti. Su debut en la dirección de largometrajes fue con la comedia Camping (1957) protagonizada por el entonces actor emergente Nino Manfredi.

La profesión de actor es muy importante porque representa la oportunidad para el ser humano de romper la barrera de la realidad y de acceder al mundo de la fantasía. El teatro es como una puerta que te permite transmitir los sueños de una persona a otra. Cuando el público asiste a un espectáculo se queda como hechizado. Un gran actor puede hacer entender al público lo que esconde dentro.

En los años 60 consiguió renombre al escribir y dirigir sus propias obras teatrales en Londres y Nueva York, y pronto pasó esas ideas al cine. También fue un director importante de las producciones de ópera desde los años 50 en Italia, Europa y Estados Unidos. Sobresaliente fue su producción en la Royal Opera House de Tosca (1964) con Maria Callas y Tito Gobbi, y varias producciones para el Metropolitan Opera House de Nueva York, incluyendo La bohème y Turandot. Su amistad con Maria Callas llegó a ser tan estrecha que la plasmó en la película Callas Forever (2002) donde Jeremy Irons encarna a un personaje que parece un alter ego del propio Zeffirelli.

Personalmente, estoy al servicio de La Bohème y, al mismo tiempo, soy su esclavo. Cuando la escucho, dejo de hacer lo que estoy haciendo y me dejo llevar por el recuerdo fantástico de la obra de ese loco extraordinario que era Puccini.

Tras empezar a ser conocido por el filme La mujer indomable (1967, versión de La fierecilla domada, de William Shakespeare), donde dirigió a la pareja de moda del momento formada por Richard Burton y Elizabeth Taylor, dio el salto definitivo a su revelación con Romeo y Julieta, colocando esta versión como una de las más logradas de la historia, a nivel cinematográfico, y logrando todo un éxito de taquilla a nivel mundial. El filme marcó toda una época, y el éxito se repitió en la siguiente producción del cineasta: Hermano sol, hermana luna, en 1973. Tras ellos, comenzó una carrera bastante irregular, donde sobresalió su versión del clásico de King Vidor de 1931, El campeón (rodada en Hollywood), sus óperas llevadas al cine con resultados más que interesantes al lado de Plácido Domingo (La traviata y Otello) y la lujosa versión de Hamlet, estrenada en 1990 y recibida con entusiasmo por el público.

En muchas de las películas que hice, ya fueran buenas o malas, tuve que luchar contra la mediocridad de mis productores. Nunca me sentí satisfecho trabajando con nadie a excepción de ellos dos (Menahem Golan y Yoram Globus de Cannon Group, Inc.). Los mejores productores para los que he trabajado.
Franco Zeffirelli (Electric Boogaloo - La loca historia de Cannon Films, 2014) 

Además, produjo el ambicioso filme para cine y televisión llamado Jesús de Nazaret (1977), con una actuación muy convincente de Robert Powell y una duración de algo más de seis horas. Con un rutilante reparto de estrellas en papeles más o menos breves (Laurence Olivier, James Mason, Anthony Quinn, Anne Bancroft, Claudia Cardinale, Donald Pleasence, Fernando Rey y Olivia Hussey), es una de las versiones de la vida de Jesucristo más famosas de entre los más de cien filmes que han pasado por la pantalla. La película, muy bien ambientada, posee mayor rigor histórico que la mayoría y está bastante desmitificada, lo que provoca el consenso en casi todos los credos cristianos y quizás resulte la más recurrente en los canales de televisión durante la Semana Santa —por ejemplo, en Chile se ha mostrado en televisión en cada Viernes Santo desde 1982—.
En 1996, dio un giro en su carrera cinematográfica y comenzó a bucear en otras inquietudes temáticas o estéticas, ofreciendo al público películas con repartos solventes, pero de más sobriedad y menor ambición artística: su versión de Jane Eyre merece interés, pero sus dos siguientes cintas se diluyen en guiones menos trabajados o certeros, y en puestas en escena más discutibles.

La ignorancia, la incompetencia y, sobre todo, la falta de pasión de muchos críticos son evidentes. Para algunos de ellos soy una reliquia del pasado, el representante de un estilo teatral abandonado por las nuevas generaciones de directores. El hecho de que mi trabajo siga sobreviviendo impávido, pese a su hostilidad, les irrita profundamente.
Franco Zeffirelli (Diario El País, 17-12-2006) 

En 2004, el presidente del Consejo Silvio Berlusconi le encomendó el diseño y supervisión de la escenografía en donde se produjo, el 29 de octubre de ese mismo año, la solemne firma de la primera Constitución Europea, celebrada en la histórica Sala de los Horacios y Curacios del Capitolio romano. La decisión del Gobierno italiano resultó controvertida, pues Zeffirelli, nacionalista italiano, nunca se mostró entusiasta con la integración europea. A pesar de todo, la puesta en escena resultó, a la vista de todos, espectacular.[cita requerida]

"Nunca llevé una vida de político. Lo que intenté hacer fue subrayar con mi compromiso las cualidades del pueblo italiano, las bases de una cierta filosofía política para nada fascista. De una manera más general, los políticos no deberían ocuparse de la cultura porque solo hacen tonterías. Y, al contrario, la gente que se dedica a la cultura no debería meterse en política porque eso no es posible en Italia.

## Premios y reconocimientos
Premios Óscar
| Año  | Categoría               | Película        | Resultado |
| ---- | ----------------------- | --------------- | --------- |
| 1969 | Mejor dirección         | Romeo y Julieta | Nominado  |
| 1983 | Mejor dirección de arte | La Traviata     | Nominado  |

- La película de 1979 El campeón fue recordada como la Película más triste del mundo según unos estudios científicos.[27]
- En 1999, recibió el premio Globo de Cristal por sus contribuciones artísticas excepcionales al arte del cine del mundo en el Festival Internacional de Cine de Karlovy Vary.
- En noviembre de 2004, el Reino Unido le concedió el título de caballero honorario del Imperio Británico.
- En 2009, recibió el Premio Coliseo de la ciudad de Roma.[cita requerida]

## Filmografía
- Camping (id., 1957)
- Falstaff (1964)
- La bohème (1965)
- The Taming of the Shrew (La fierecilla domada, 1967)
- Romeo y Julieta (1968), nominada al Óscar, director; con Olivia Hussey
- Hermano Sol, hermana Luna (1972), basada en la vida de San Francisco de Asís
- Jesús de Nazaret (1977), con Robert Powell y Olivia Hussey
- Carmen (1978), con Elena Obraztsova, Plácido Domingo y Yury Mazurok; director de orquesta Carlos Kleiber
- El campeón (1979)
- Endless Love (1981)
- Pagliacci (1982)
- Cavalleria rusticana (1982)
- La bohème (1982)
- La traviata (1983), nominada al Óscar, ganador del BAFTA, dirección artística; con Teresa Stratas y Plácido Domingo
- Tosca (1985)
- Otello (1986), ganador del premio BAFTA, película en idioma diferente al inglés; protagonista Plácido Domingo
- Young Toscanini (1988)
- 12 registi per 12 città (12 directores para 12 ciudades, 1989)
- Turandot (1989), con Eva Marton y Plácido Domingo
- Hamlet (1990)
- Storia di una capinera (1993)
- Il tabarro (Puccini) (1994)
- Pagliacci (Leoncavallo) (1994)
- Jane Eyre (1996), con Charlotte Gainsbourg, Anna Paquin y Geraldine Chaplin
- Té con Mussolini (1999), con Joan Plowright, Cher y Maggie Smith
- Don Giovanni (2000)
- Callas Forever (2002), con Fanny Ardant y Jeremy Irons